# 翻滾吧！男孩
《翻滾吧！男孩》，台灣導演林育賢所拍攝的一部紀錄片。片中呈現宜蘭縣羅東鎮公正國民小學體操隊訓練、比賽的情形。此片由翻滾男孩電影有限公司於2005年出品，從當年4月15日至7月15日，在台灣各地國小至大學校園中，進行了100場的放映，在純十六影展與綠色影展後登上大螢幕，並出版DVD。日本的播放權由TWIN公司購得，2006年6月在日本上映。

## 製作緣起
此部紀錄片的拍攝緣起，是因為導演林育賢在觀賞哥哥林育信的兒時照片時，興起了拍攝的念頭。林育信在國小時也是公正國小的體操選手，曾經在高中時奪得全國體操跳馬冠軍，後來回到母校擔任體操隊的教練。

## 技術
全片主要是以Panasonic DVX100的數位攝影機，及一部蘋果電腦歷時兩年製作完成。這部影片拍攝完成時，影片格式為DVCAM，為了符合電影院的播放格式，後製拷貝成35mm電影膠卷。音樂及音效各由鄭偉傑、杜篤之作成，全片製作費將近新台幣百萬元。

## 獲獎
《翻滾吧！男孩》在2005年共獲得了台灣金馬獎最佳紀錄片、中國金雞百花觀摩影片、香港亞洲獨立電影節觀摩影片、韓國釜山影展觀摩影片、日本福岡影展觀摩影片、台北電影節評審團特別獎與觀眾票選獎等榮譽和獎項。2006年，在全球37國、251件作品參賽的台灣國際兒童電視影展(TICTFF)中，入圍了「台灣獎」和「國際紀錄片獎」。

## 主要參與人員
- 教練：林育信
- 小體操選手：
  - 李智凱（菜市仔凱）：國立體育大學校友[1]
    - 2017年臺北世大運競技體操男子鞍馬金牌
    - 2018年亞洲運動會體操個人項目男子鞍馬金牌
    - 2019年拿坡里世大運競技體操男子鞍馬金牌
    - 2020年東京奧運競技體操男子鞍馬銀牌，也是臺灣史上首面奧運體操獎牌。

  - 林信志：2014年時就讀臺北市立大學陸上運動學系[1]。
  - 黃克強：2014年就讀國立宜蘭大學休閒與健康促進系進修部[1]。
  - 謝享軒（兩分先生）：2014年就讀國立宜蘭大學[1]。
  - 李享恩（牛奶糖）：2014年就讀臺北市立大學陸上運動學系，另修小學教育學程及雙主修運動健康科學系[1]。
  - 黃靖、楊育銘：已經離開體操界[1]。

### 列表
- 遇見翻滾男孩─2006台灣國際兒童電視影展 -- 國家影音產業資訊平台

## 外部連結
- Yahoo奇摩電影上《翻滾吧！男孩》的資料（繁體中文）
- 開眼電影網上《翻滾吧！男孩》的資料（繁體中文）
- 豆瓣电影上《翻滾吧！男孩》的資料 （简体中文）
- 时光网上《翻滾吧！男孩》的資料（简体中文）
- AllMovie上《翻滾吧！男孩》的资料（英文）
- 爛番茄上《翻滾吧！男孩》的資料（英文）
- 香港影庫上《翻滾吧！男孩》的資料（繁體中文）
- 互联网电影数据库（IMDb）上《翻滾吧！男孩》的资料（英文）